# Ținutul Bacăului
Ținutul Bacăului a fost o unitate administrativ-teritorială în cadrul Țării Moldovei, care făcea parte din Țara de Sus, avându-și centrul administrativ în târgul Bacău, de la care și-a luat numele.

## Stemă

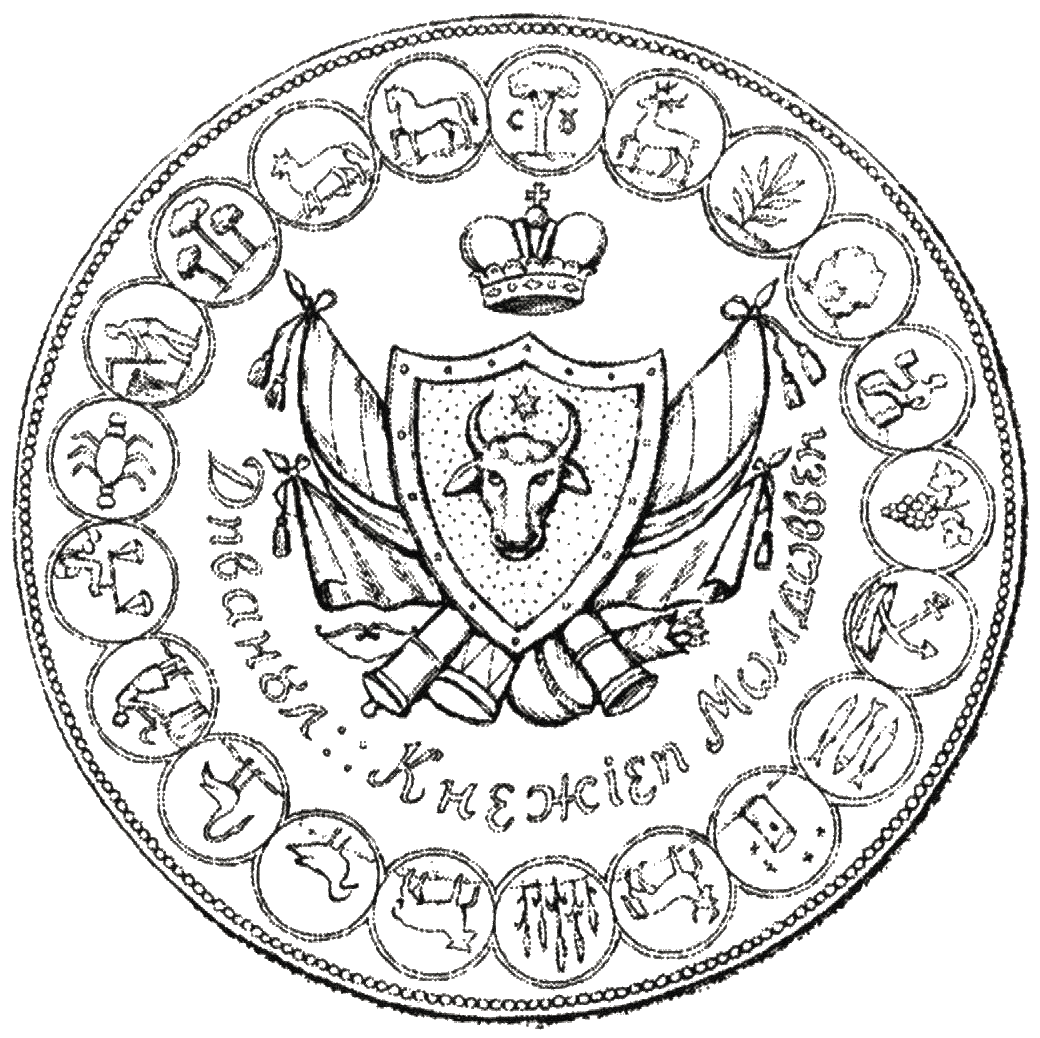
Sigiliul Divanului Principatului Moldovei cu stema țării înconjurată de 21 de medalioane cu stemele ținutale

Stemele ținuturilor apar pentru prima dată pe Sigiliul Divanului Principatului Moldovei (cca. 1806-1812). Stema ținutului Bacău este reprezentat de medalion în care se află un drob de sare sau o stâncă pe o terasă.

## Istorie
Prima mențiune a ținutului Bacău se află într-un document emis la „Malurile, ținutul Bacău“ pe 14 decembrie 1458. Atunci Ștefan cel Mare acordă Mănăstirii Bistrița, jumătate din satul Slujăști și la Maluri, coturile Oneștii și Lăbășeștii. Spre sfârșitul secolului al XVII-lea, în componența ținutului Bacău a fost inclus ținutul Trotuș. Catastihul fiscal întocmit în anul 1591 înregistrează în ținutul Bacău 536 de țărani birnici (capi de familie), 102 boieri, 23 vătafi, 64 țărani răzeși, 11 fețe bisericești, în total au fost numărate 736 gospodării.
Dimitrie Cantemir, în Descrierea Moldovei, menționează următoarele: „ținutul Bacăului, peste care este un vornic, cu scaunul la Bacău, târg situat într-o insulă a râului Bistrița, vestit pentru abundența merelor și altor fructe. Are și un episcop catolic, care se numește de Bacău, pentru că în ținuturile de pe lângă munte sunt mulți supuși moldoveni, numiți catolici după naționalitatea și religiunea lor, pe cari i-a așezat acolo Ștefan Vodă, după ce a biruit pe Matiaș regele unguresc și i-a împărțit pe la boierii săi. Este de însemnat satul Cantemireștii din ținutul Roman, numit Faraoni, ai cărui locuitori mai bine de 200 familii sunt toți catolici și au o biserică de piatră foarte veche. Ocna și Trotușul lângă apa Trotoșiu, târguri renumite pentru salinele excelente ce se găsesc împrejurul lor. Pe aici e intrarea cea mai largă din Moldova în Transilvania.”
Ținutul Bacăului era administrat de pârcălabi numiți de domnie. În anul 1741, prin reforma administrativă a domnului Constantin Mavrocordat, în conducerea ținuturilor mari din Moldova, inclusiv și cel al Bacăului, au fost numiți câte doi ispravnici.
De asemenea, prin acea reformă au fost organizate ocoalele, ca subdiviziuni administrative ale ținutului. Astfel, în anul 1774 apar menționate ocoalele Trotuș, Tazlău, Bistrița de Sus, Bistrița de Jos, iar la 1820 sunt menționate ocoalele Trotuș, Bistrița de Jos, Bistrița de Sus, Tazlăul de Sus, Tazlăul de Jos și Tazlăul Sărat.
În perioada 1832-1838, ocolul Tazlăul Sărat a fost desființat. În acesta perioadă ținutul Bacău avea doar două târguri, care numărau peste o mie de persoane: Bacăul și Ocna. Între anii 1852-1855, administrația ținutului Bacău era formată din: un ispravnic, patru șefi de mese, trei scriitori la mese, doi registratori, un arhivar, un pomoșnic la masa arhivei, doi polițmaiștri și șapte privighetori de ocoale.
În ce privește numărul satelor din ținut, acestea erau 98 în anul 1774, 91 în 1803 și 96 în 1816. Către mijlocul secolului al XIX-lea, în 1844, ținutul Bacău număra 163 de sate.
Prin reforma administrativă a lui Alexandru Ioan Cuza, realizată prin legea votată la 10 martie 1864, ținutul Bacău a fost transformat în județul Bacău, iar ocoalele - în plase.

## Localități (1774)
Lista localitățile ținutului Bacău la 15 iunie 1774:
Ocolul Bistriții de Jos
Târgul Bаcăului, Fântânele, Mărginenii, Săcăturа, Broștenii, Sohodolul, Luncаnii, Ghirăieștii, Hălăsenii, Tămаșăi, Fundul, Rușii, Dealul Nou, Vаlea Sаcă, Fаrаoаnii, Năsâpenii, Josănii, Slobozia, Călugărа.
Ocolul Bistriții de Sus
Blăjeștii, Borleștii, Măstаcănul, Bălаnul, Bețeștii.
Ocolul Tаzlăului Mаre de Sus
Bălcаnul, Schitul Frumoаsăi, Băseștii, Gura Lăudаșcului, Tărâțа, Gurа Solonțului, Câmpinii, Mitocu Аgаpiei, Hemeenii, Ilieștii, Leonteneștii, Аrdeoаnii, Șesurile, Lucăceștii, Vаlea Аrinilor, Prăjeștii, Măgereștii, Solonțul, Scorțenii, Bucșeștii, Prohozeștii, Podurile, Moineștii, Urmeniș, Leordа, Vâsâieștii, Comăneștii, Dărmăneștii, Doftаnа, Plopul, Lаrgа, Cucuieții, Tețcаnii, Cernul, Nаdișа, Boșotenii, Strâmbа, Vidrаșcu, Oаrâșа, Poianа, Drăguțăștii, Delenii, Cаrаclău, Bârsăneștii, Brăteștii, Аlbile, Viișoаrа, Brătilа de Sus, Brătilа de Jos, Târgul Ocnii.
Ocolul Trotușului
Târgul Trotușului, Grozeștii, Bogdăneștii, Filipeștii, Hilipeștii, Oneștii, Curițа, Cаșin, Buciumii, Răcăuții, Gutinаșii, Borzeștii, Rădeanа, Vаlea Sаcă, Gârbovаnul, Căiuțul, Boiște, Heltul, Corbul, Pătrășcаnii, Bene, Râpile, Cornitul, Gropile, Săcălușești.